# Конски кестен
Конските кестени (Aesculus) са род широколистни дървета и храсти, виреещи в умерената част на Северното полукълбо. 7 – 10 вида виреят в Северна Америка, 13 – 15 – в Евразия. Има и няколко естествени хибрида. Традиционно са класифицирани в свое собствено еднородово семейство Hippocastanaceae, но генетични свидетелства показват, че това семейство, заедно с кленовете (Acer), по-добре се класифицират в семейството на сапуненото дърво (Sapindaceae), тъй като разликите между трите групи са малки и със съмнителна важност.
В Северна Америка конският кестен е наричан „еленово око“ (buckeye). Названието „конски кестен“ се използва за разграничаване спрямо истинските кестени от род Кестен (Castanea), сем. Букови (Fagaceae). Обикновеният конски кестен (Aesculus hippocastanum) е много популярен за културно отглеждане и често се нарича просто „конски кестен“. Името „еленово око“ е дадено заради подобието на семето на растението с око на елен, а „конски кестен“ – заради външната прилика на семето с кестен и негодността му за ядене („става само за конете“).

## Видове
- Aesculus arguta – Тексаски конски кестен
- Aesculus californica – Калифорнийски конски кестен
- Aesculus chinensis – Китайски конски кестен
- Aesculus flava (A. octandra) – Жълт американски конски кестен
- Aesculus glabra – Охайски конски кестен
- Aesculus hippocastanum – Обикновен конски кестен
- Aesculus indica – Индийски конски кестен
- Aesculus neglecta – Американски конски кестен джудже
- Aesculus parviflora – Дребноцветен американски конски кестен
- Aesculus pavia – Червен американски конски кестен
- Aesculus sylvatica – Обагрен американски конски кестен
- Aesculus turbinata – Японски конски кестен
- Aesculus wilsonii – Конски кестен на Уилсън

## Галерия
- Кора
- Лист
- Цвят
- Плодове

## Други
На дивия кестен е наречена улица в квартал „Гърдова глава“ в София (Карта).